# Hermann Wintz
Hermann Ludwig Wintz (* 12. August 1887 in Speyer; † 11. Juni 1947 in Zusmarshausen) war ein deutscher Gynäkologe, Geburtshelfer, Röntgenologe und Hochschullehrer.

## Leben
Als Sohn eines Möbelfabrikanten geboren, studierte Wintz nach dem Besuch des Humanistischen Gymnasiums in Speyer Medizin, Philosophie, Physik und Chemie in Erlangen, Freiburg im Breisgau und Heidelberg. Während seines Studiums wurde er 1908 Mitglied der Burschenschaft Germania Erlangen. Nach seinen Examen in Erlangen und 1912/13 kurzer Assistentenzeit an der Medizinischen Klinik in Heidelberg sowie seit 1913 als Assistent an der Universitäts-Frauenklinik Erlangen wurde er 1914 in Erlangen zum Dr. med. promoviert. Im Ersten Weltkrieg war er als Arzt in einem Erlanger Reservelazarett tätig. Ab 1917 war er Oberarzt an der Erlanger Poliklinik. 1918/19 wurde er Arzt im Erlanger Jägerkorps und im Freikorps Engelhardt. 1920 habilitierte er in Erlangen für Geburtshilfe und Frauenheilkunde und wurde nichtbeamteter außerordentlicher Professor in Erlangen. Von 1921 bis 1945 war er als ordentlicher Professor für Geburtshilfe und Gynäkologie in Erlangen tätig.
Er wurde Direktor der Universitäts-Frauenklinik und der Hebammenschule. In seiner Amtszeit wurden während der Zeit des Nationalsozialismus an der Klinik auch Zwangssterilisationen und Zwangsabtreibungen an Ostarbeiterinnen durchgeführt, von denen einige in Folge starben. 1922 wurde er in Erlangen zum Dr. phil. promoviert. Er forschte in Medizin, Physik und Chemie und war ein Pionier auf dem Gebiet der gynäkologischen Röntgentherapie, der Röntgendiagnostik und der Krebsbekämpfung durch Strahlentherapie. 1924 wurde er Präsident der Deutschen Röntgengesellschaft. Von 1926 bis 1929 war er Vorsitzender der Bayerischen Gesellschaft für Geburtshilfe und Frauenheilkunde. 1935 wurde er Mitglied der NSDAP (Mitgliedsnummer 3.687.923). 1938 wurde er Rektor der Universität Erlangen, bis er 1944 abberufen wurde, da er sich als nicht vollkommen parteitreu erwies. Am Ende des Zweiten Weltkrieges setzte er sich für die kampflose Übergabe von Erlangen an die Amerikaner ein. Als Klinikleiter wurde er im Juni 1945 entlassen. Er wurde im Lager Hersbruck interniert. An den Folgen einer sich dort zugezogenen Erkrankung starb er 1947.

## Ehrungen
- König Ludwig-Kreuz
- 1935: Mitglied der Leopoldina[4]
- 1937: Ehrenmitglied der Associazione Italiana de Radiobiologia

## Veröffentlichungen (Auswahl)
- Experimentelle Untersuchungen über Chemismus u. Bakteriengehalt des Scheidensekrets sowie über die bakteriziden Eigenschaften gegenüber dem Tuberkelbazillus. Dissertation Universität Erlangen, Speyer 1914.
- Experimentelle Untersuchungen zur Röntgentiefentherapie. Habilitation der Universität Erlangen, Berlin, Wien 1920.
- mit Ludwig Seitz: Unsere Methode der Röntgen-Tiefentherapie und ihre Erfolge. Berlin, Wien 1920.
- Messungen an Röntgenstrahlen. Dissertation Universität Erlangen, 1922.
- Die Röntgenbehandlung des Uteruskarzinoms. Leipzig 1924.
- Die Röntgenbehandlung des Mammakarzinoms. Leipzig 1924.
- mit Rudolf Dyroff: Das Pneumoperitoneum in der Gynäkologie. Leipzig 1924.
- Untersuchung bei innersekretorischen Störungen. In: Heinz Lossen (Hrsg.): Franz M. Groedels Röntgendiagnostik in der inneren Medizin und ihren Grenzgebieten. 2 Bände (Lehrbuch und Atlas). Lehmann, München 1936.